# Papa Clemente XIII
Papa Clemente XIII (in latino: Clemens PP. XIII, nato Carlo della Torre di Rezzonico; Venezia, 7 marzo 1693 – Roma, 2 febbraio 1769) è stato il 248º vescovo di Roma e papa della Chiesa cattolica, dal 1758 fino alla morte.

## Biografia
Nacque a Venezia il 7 marzo 1693 da nobili patrizi della Serenissima: Giovanni Battista della Torre di Rezzonico e Vittoria Barbarigo. I Rezzonico erano in realtà originari dell'omonimo borgo sul lago di Como; il suo ramo si era stabilito a Venezia nel 1640; lì il padre e lo zio, arricchitisi con i commerci, nel 1687 erano riusciti a comprare per centomila ducati l'iscrizione al Libro d'oro della nobiltà veneziana.
Carlo fu educato dai gesuiti a Bologna, nel collegio di San Francesco Saverio. Tornato a Venezia, studiò teologia dogmatica e giurisprudenza. Si laureò all'Università di Padova in utroque iure il 30 settembre 1713. Raggiunti i 21 anni di età, ottenne l'affidamento in commendam dell'Abbazia di Summaga. Poi
si trasferì a Roma, dove esercitò l'avvocatura sotto la guida di Giacomo Lanfredini (all'epoca celebre avvocato, poi creato cardinale). Le sentenze da lui redatte furono pubblicate nel 1759 in tre volumi (Decisiones S. Rotae Romanae coram R.P.D.C. Rezzonico, Romae 1759).
Il 28 maggio 1716 entrò nella prelatura, il primo grado della carriera all'interno della Curia romana. Il 23 dicembre 1731 ricevette gli ordini sacri.
Fu creato cardinale da Clemente XII nel 1737, grazie al decisivo appoggio di Neri Corsini, che si professava amico dell'aspirante porporato. Nel 1743 fu nominato vescovo di Padova, carica che mantenne fino all'elezione al soglio.

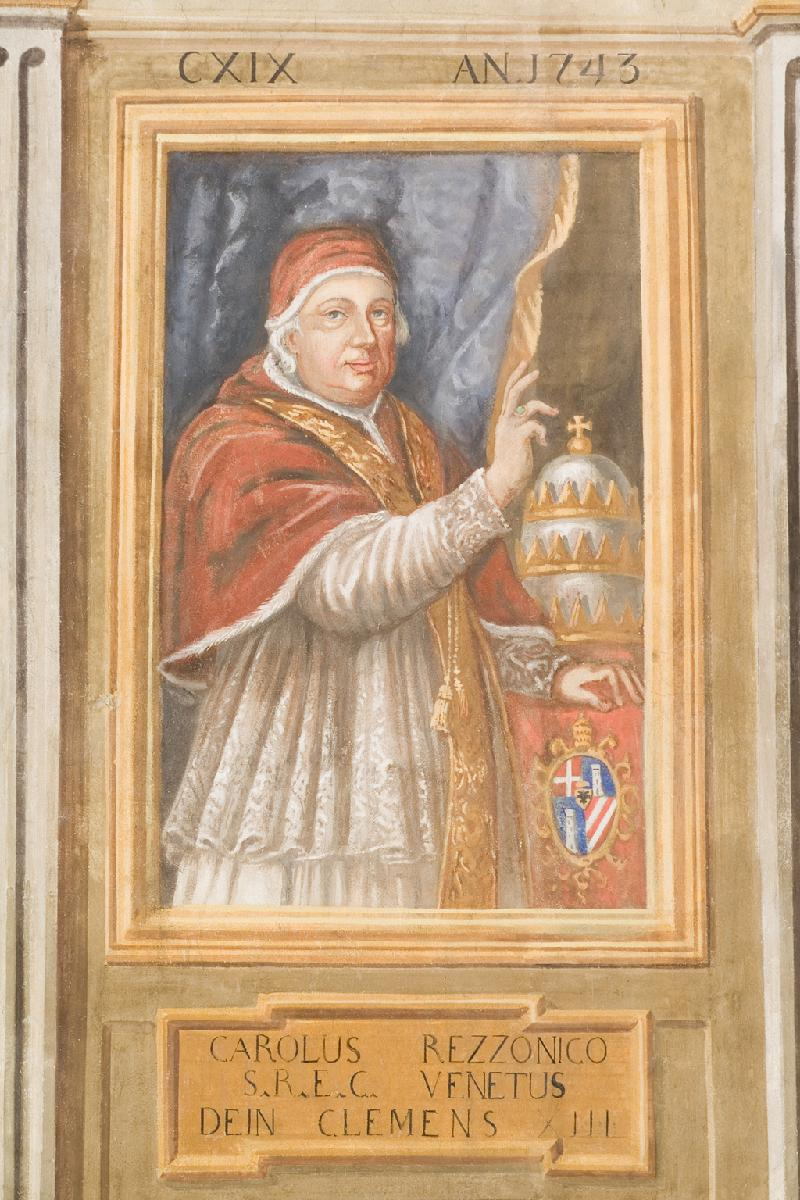
Ambito veneto - Ritratto del vescovo Rezzonico - Palazzo Vescovile - Padova

Il Rezzonico inviò, già prima di prendere possesso della diocesi, una lettera pastorale piena di buoni propositi in accordo con i dettami del concilio di Trento. Traendo ispirazione da san Carlo Borromeo e da san Gregorio Barbarigo, egli si occupò con grande fervore della cura delle anime, compiendo numerose visite pastorali e raccomandando al clero contegno e sobrietà appropriati agli ecclesiastici. La condotta del vescovo, dettata da uno zelo puro e cristiano, fu ricompensata con il soprannome "il santo" da parte dei padovani, che lo paragonarono al patrono della città, Sant'Antonio. Il bilancio più che positivo fu commentato così anche da papa Benedetto XIV, al quale succederà:
«Il card. Rezzonico, vescovo di Padova, è assolutamente il prelato più degno che abbiamo in Italia. Vive con i suoi beni patrimoniali; le rendite ecclesiastiche unicamente si spendono in beneficio de' poveri e della Chiesa. Nonostante la gracile complessione, è indefesso alle visite ed a tutte le altre funzioni episcopali; nel suo palazzo si vive come in un chiostro, in tal maniera che la sua elezione, che non fu nel principio applaudita dai veneziani per essere esso di famiglia novamente aggregata alla loro nobiltà, oggi a coro pieno viene benedetta dalla Repubblica».
Il vescovo convocò un sinodo diocesano e fece restaurare il seminario. Svolse un importante ruolo di mediazione tra la Repubblica di Venezia e l'imperatore del Sacro Romano Impero sulla questione di Aquileia (la disputa sui confini del Patriarcato, ovvero fino a dove il Patriarcato esercitava la sua giurisdizione).
Aquileia era sede di Patriarcato e la città era un feudo imperiale. Il vescovo però risiedeva ad Udine, cioè nella Repubblica di Venezia. Secondo l'imperatore, il vescovo avrebbe dovuto risiedere ad Aquileia. La Serenissima si opponeva recisamente a questa soluzione e caldeggiava invece la soppressione del Patriarcato e la sua sostituzione con un'erigenda cattedra vescovile ad Udine. Il Rezzonico fu scelto da Venezia per fare da mediatore tra la Chiesa e l'ambasciatore austriaco. La trattativa durò per ben due anni (1749-1751), al termine dei quali la Santa Sede decise di sopprimere il Patriarcato e di creare due nuovi vescovadi, uno a Udine ed uno a Gorizia (bolla del 6 luglio 1751).
Carlo Rezzonico partecipò a due conclavi: quello del 1740 e quello del 1758, che lo vide eletto.

### Cronologia incarichi
- 28 maggio 1716: è Protonotario dei partecipanti;
- 21 maggio 1716 – 12 luglio 1721: è governatore a Rieti (nomina di Clemente XI);
- 12 luglio 1721: è governatore di Fano;
- 1723: è membro della Sacra Consulta (nomina di Innocenzo XIII);
- 1729: è uditore veneto presso la Sacra Rota;
- 20 dicembre 1737: è cardinale diacono; il 27 gennaio 1738 assume il titolo di San Nicola in Carcere;
- Durante il cardinalato è membro di varie Congregazioni: del Sacro Concilio, "de Propaganda Fide", della Visita Apostolica, dei Vescovi e Regolari e della Fabbrica di San Pietro;
- 11 marzo 1743 – 6 luglio 1758: è vescovo di Padova (vescovo consacrato il 19 marzo 1743 da Benedetto XIV);
- 15 maggio 1747-17 febbraio 1755: opta per il titolo presbiterale di Santa Maria in Ara Coeli;
- 17 febbraio 1755-6 luglio 1758: opta per il titolo di San Marco;
- 6 luglio 1758: è eletto romano pontefice.

### Il conclave del 1758

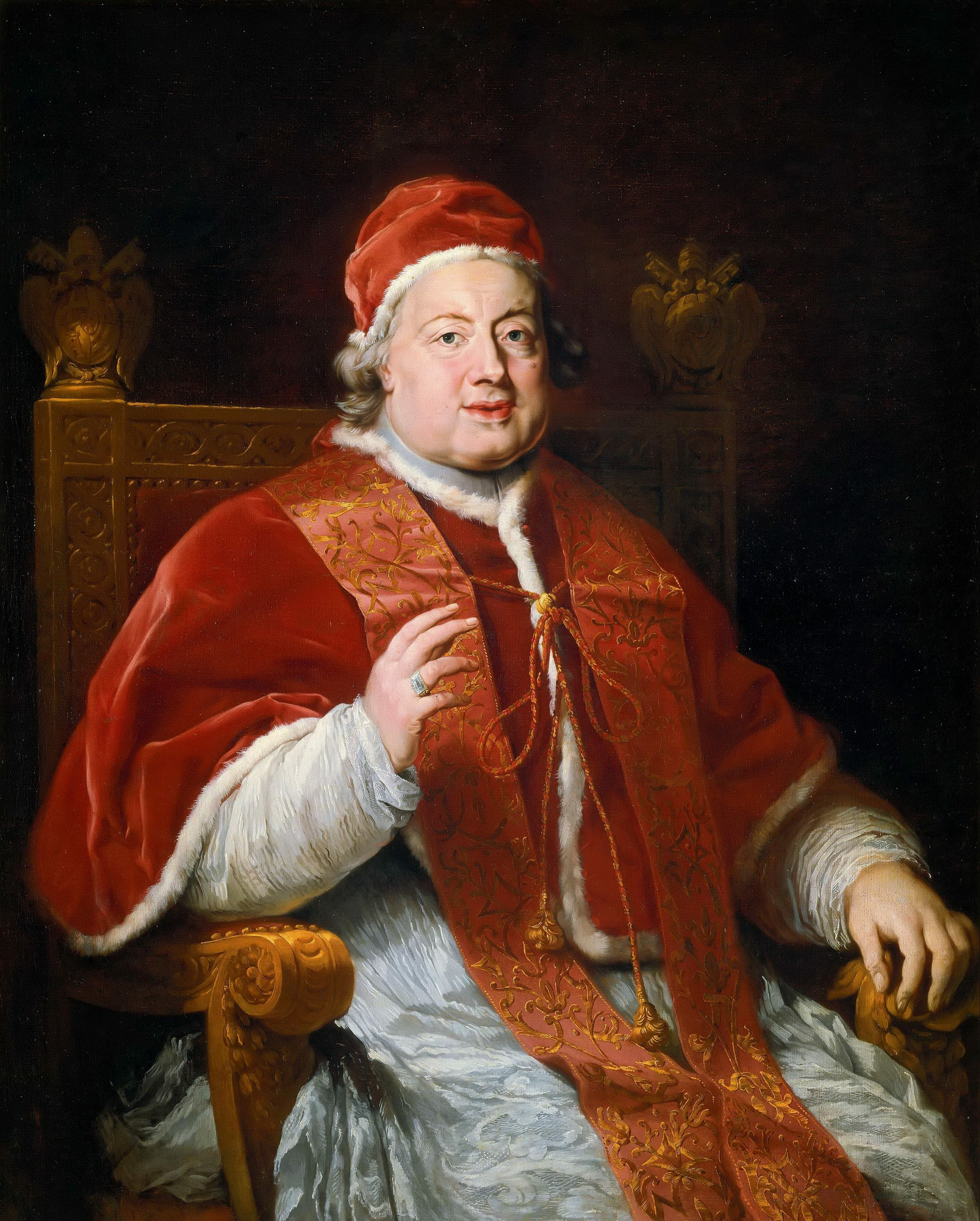
Ritratto di papa Clemente XIII conservato nei Musei Vaticani

Clemente XIII fu eletto papa il 6 luglio 1758 nel Palazzo Apostolico e fu consacrato dal cardinale Alessandro Albani il 16 luglio.
Il conclave s'iniziò il 15 maggio e durò poco meno di due mesi. Il plenum del collegio cardinalizio era costituito da 47 porporati. Al primo turno erano presenti solo 27 cardinali. All'ultima votazione parteciparono 44 cardinali. Il re di Francia Luigi XV, su richiesta del cardinale Paul d'Albert de Luynes, pose il veto su Carlo Alberto Guidobono Cavalchini.
Due ritratti del pontefice neoeletto, rispettivamente seduto in trono e  nel suo studio, furono dipinti da Anton Raphael Mengs.

La madre, appena seppe della nomina del figlio a papa, morì l'8 luglio per l'emozione.

## Il pontificato
- Segretario di Stato: Ludovico Maria Torriggiani (1758-1769)
- Camera Apostolica:
  - Camerlengo: Girolamo Colonna di Sciarra (1756-1763), Carlo Rezzonico (1763-1799)
  - Tesoriere: Nicola Perrelli (1753 – novembre 1759), Saverio Canale (1760 – 21 luglio 1766), Giovanni Angelo Braschi(1766 - 1773)
- Congregazioni:
  - Inquisizione: Neri Maria Corsini (1753-1770)
  - Riti: Fortunato Tamburini (1747-1761), Giuseppe Maria Feroni (1761-1767), Flavio Chigi (1768-1771)
  - Indice: Antonio Andrea Galli (1756 ? - 1767), ...
  - Concilio: Clemente Argenvilliers (1757-1758), Ferdinando Maria de' Rossi (1759-1775)
  - Buon governo: Giorgio Doria (1754-1759), Federico Lante della Rovere (1759-1773)
  - Vescovi: Carlo Alberto Guidobono Cavalchini (1748-1774)
  - Consulta: ...
- Tribunali della Curia:
  - Penitenziere Maggiore: Antonio Andrea Galli (1755-1767), Giovanni Carlo Boschi (1767 - 1773)
  - Prefetto della Segnatura Apostolica: Neri Maria Corsini (1733-1770)
  - Decani della Rota Romana: …, Bartolomeo Olivazzi (1765 - 1769)
- Vicario per la diocesi di Roma: Giovanni Antonio Guadagni (1732-1759), Antonio Maria Erba Odescalchi (1759-1762), Marcantonio Colonna (1762-1793)

### Relazioni con le istituzioni della Chiesa

#### Compagnia di Gesù

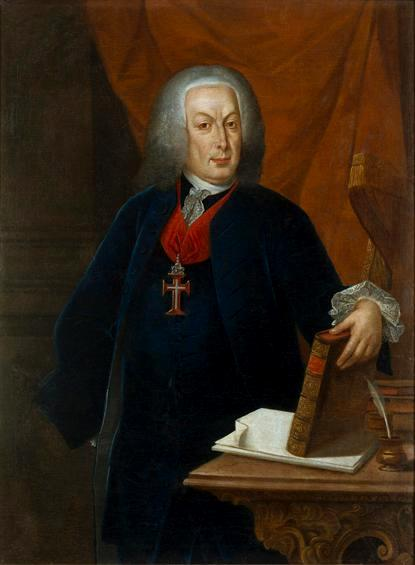
Sebastião José de Carvalho e Melo, conosciuto anche come marchese di Pombal, fu l'avversario più temibile dei gesuiti sullo scacchiere europeo.

Il predecessore Benedetto XIV aveva assistito nei suoi ultimi anni al sorgere di varie controversie in Europa sulla Compagnia di Gesù. Il clima avverso ai Gesuiti peggiorò durante il pontificato clementino. Il 3 settembre 1758 a Lisbona avvenne un fallito attentato ai danni del re del Portogallo Giuseppe I. L'anno seguente i Gesuiti, accusati di aver tramato contro il re, furono espulsi dal Paese lusitano (16 settembre 1759). Il pontefice espresse la sua contrarietà e convocò l'ambasciatore portoghese presso la Santa Sede, ma il re del Portogallo a sua volta convocò il nunzio Filippo Acciaiuoli intimandogli di ritornare a Roma. Le relazioni diplomatiche tra Santa Sede e Portogallo furono interrotte.
In Francia il Parlamento di Parigi diede il via alla pressione per ottenere l'espulsione dei gesuiti nella primavera del 1761 e pubblicò estratti dagli scritti gesuiti, gli Extraits des assertions che, mutilati e presi fuori del loro contesto, certamente fornirono munizioni per gli avversari dei gesuiti. Anche se una congregazione di vescovi riuniti a Parigi nel dicembre 1761 raccomandò di non intraprendere azioni, Luigi XV promulgò un ordine reale che permetteva alla Società di restare nel regno, a patto che certi cambiamenti essenzialmente liberalizzanti all'interno dell'istituzione soddisfacessero il Parlamento, con un vicario generale dei gesuiti francesi che doveva essere indipendente dal Generale a Roma. All'arrêt del 2 agosto 1762, con il quale il Parlamento soppresse i gesuiti in Francia, imponendo condizioni inaccettabili, Clemente replicò con una protesta contro l'invasione dei diritti della Chiesa, e annullò l'arrêt. Quando il papa annullò la decisione del Parlamento, la politica francese si risentì per l'intervento di Roma negli affari interni del Paese. Il 1º dicembre 1764 l'attività dei Gesuiti fu proibita in tutta la Francia per decreto di Luigi XV. Il 7 gennaio 1765 Clemente XIII pubblicò la bolla Apostolicum pascendi munus in cui confermò il sostegno della Chiesa alla Compagnia di Gesù.
Il 3 aprile 1767 i Gesuiti furono banditi dalla Spagna, il 3 novembre dello stesso anno dal Regno di Napoli. In Spagna tutte le case dei gesuiti vennero circondate, gli occupanti arrestati e imbarcati con i vestiti che avevano addosso, su navi dirette a Civitavecchia.
I Gesuiti espulsi da Francia e Spagna furono accolti dal Re di Prussia Federico II nel suo Stato. Grazie anche all'impegno dei Gesuiti, la Prussia fu la prima nazione ad organizzare l'istruzione in tre cicli (primario, secondario e superiore) e a introdurre l'istruzione obbligatoria.

#### Chiese di rito orientale
Nel 1760 il pontefice fu chiamato a dirimere una controversia all'interno della Chiesa cattolica greco-melchita: il sinodo locale aveva eletto Patriarca di Antiochia dei melchiti Michel Jawhar, Basiliano Salvatoriano, pronipote del patriarca deceduto Cirillo VI Tanas. Ma i Basiliani Soariti protestarono contro l'elezione contestandone la legittimità. Clemente XIII annullò l'elezione di Jawhar e il 1º agosto 1760 nominò patriarca al suo posto il soarita Massimo II Hakim.

#### Ordini monastici e congregazioni
- Con bolla del 18 gennaio 1766 eresse in abbazia territoriale (cioè dichiarò esente da qualunque giurisdizione) il monastero di Monte Oliveto Maggiore.
- Nel 1769, su richiesta del Duca di Modena Ercole III d'Este, soppresse il monastero di Nonantola[6][7].
- Nel 1753 il pontefice approvò la congregazione degli Antoniani armeni e le fece dono di palazzo Cesi[8].
- Nel 1760 finanziò i lavori per la costruzione della nuova sede della congregazione dei Pii operai catechisti rurali.

### Decisioni in materia dottrinale
- Il 2 dicembre 1758 condannò l'opera Histoire du Peuple de Dieu di Isaac-Joseph Berruyer, che fu inserita nell'Indice dei libri proibiti;
- Il 5 marzo 1759 condannò la già celebre Encyclopédie, con l'aggiunta di una scomunica per i suoi lettori. Il 3 settembre dello stesso 1759 papa Clemente XIII mise in guardia tutti i cattolici che possedevano l'opera: se non l'avessero fatta bruciare da un sacerdote, sarebbero incorsi nella scomunica;[9]
- Nello stesso anno fu messo all'Indice anche De l'Esprit di Claude-Adrien Helvétius;
- Il 27 febbraio 1764 condannò l'opera De statu ecclesiae et legittima potestate romani pontificis del canonista tedesco Giustino Febronio, il cui sistema di pensiero venne denominato febronianesimo. Febronio considerava il papa non come il vertice della Chiesa, ma come un “primo tra pari” (primus inter pares);[10]
- Il 25 novembre 1766 il pontefice pubblicò l'enciclica Christianae Reipublicae con cui condannò tutte le pubblicazioni che non sono in linea con il dogma cattolico.

### Decisioni in materia liturgica
- Nel febbraio 1765 Clemente XIII autorizzò il culto liturgico al Sacro Cuore di Gesù per tutta la Polonia e per l'Arciconfraternita romana di S. Teodoro;
- Il 23 luglio dello stesso anno il pontefice estese a tutte le chiese del mondo cattolico l'indulgenza plenaria per l'esposizione del Santissimo Sacramento[11].

### Altre decisioni
- Il 19 agosto 1758, con il breve Carissima in Christo filia, concesse all'imperatrice Maria Teresa d'Austria e ai suoi discendenti il titolo di «Maestà Apostolica»[12].
- Il 16 luglio 1761 proclamò beato Gregorio Barbarigo.
- Clemente XIII conferì la Rosa d'oro al Doge di Venezia Francesco Loredan[13].
- Tra il 2 febbraio e il 12 ottobre 1767 Clemente XIII proclama sei nuovi santi: san Giovanni Canzio, san Giuseppe Calasanzio,  san Girolamo Miani,  san Giuseppe da Copertino, san Serafino da Montegranaro e santa Giovanna Francesca Frémiot de Chantal.

### Relazioni con i monarchi europei
Il 16 gennaio 1768 nel Ducato di Parma furono approvate alcune misure contro gli interessi della Chiesa: venne introdotto l'exequatur, fu avocato al governo l'imprimatur dei decreti dell'Inquisizione e soprattutto venne proibito il ricorso ai tribunali di altri Stati, in primo luogo a quello di Roma. La risposta del pontefice fu immediata quanto impulsiva: il 30 gennaio emise una forte protesta (Monitorium) contro la politica del governo parmense e comminò la scomunica al ministro del duca, il francese Guillaume du Tillot, autore dei provvedimenti. Per tutta risposta il duca Carlo III decise l'espulsione dei Gesuiti (7 febbraio).
L'improvvisa decisione del papa arrivò a peggiorare la situazione. I regni borbonici di Francia e Napoli presero le parti dei loro parenti. Inviarono a Roma la richiesta congiunta di sospensione della scomunica. Ma il papa volle arrivare allo scontro e non tornò indietro sulla sua decisione. Ottenuta una risposta negativa, procedettero ad occupare Avignone e il Contado Venassino, antichi feudi della Santa Sede in terra di Francia, e successivamente le exclavi di Benevento e Pontecorvo in territorio napoletano.
Nel 1769 la Santa Sede ricevette la richiesta ufficiale dello scioglimento della Compagnia di Gesù da parte degli ambasciatori: francese (18 gennaio), spagnolo (20 gennaio) e napoletano (22 gennaio). Portato agli estremi, Clemente acconsentì a convocare un concistoro speciale per considerare la decisione; fu convocato per il 2 febbraio 1769, ma il pontefice morì prima che avesse luogo.

### Opere realizzate a Roma

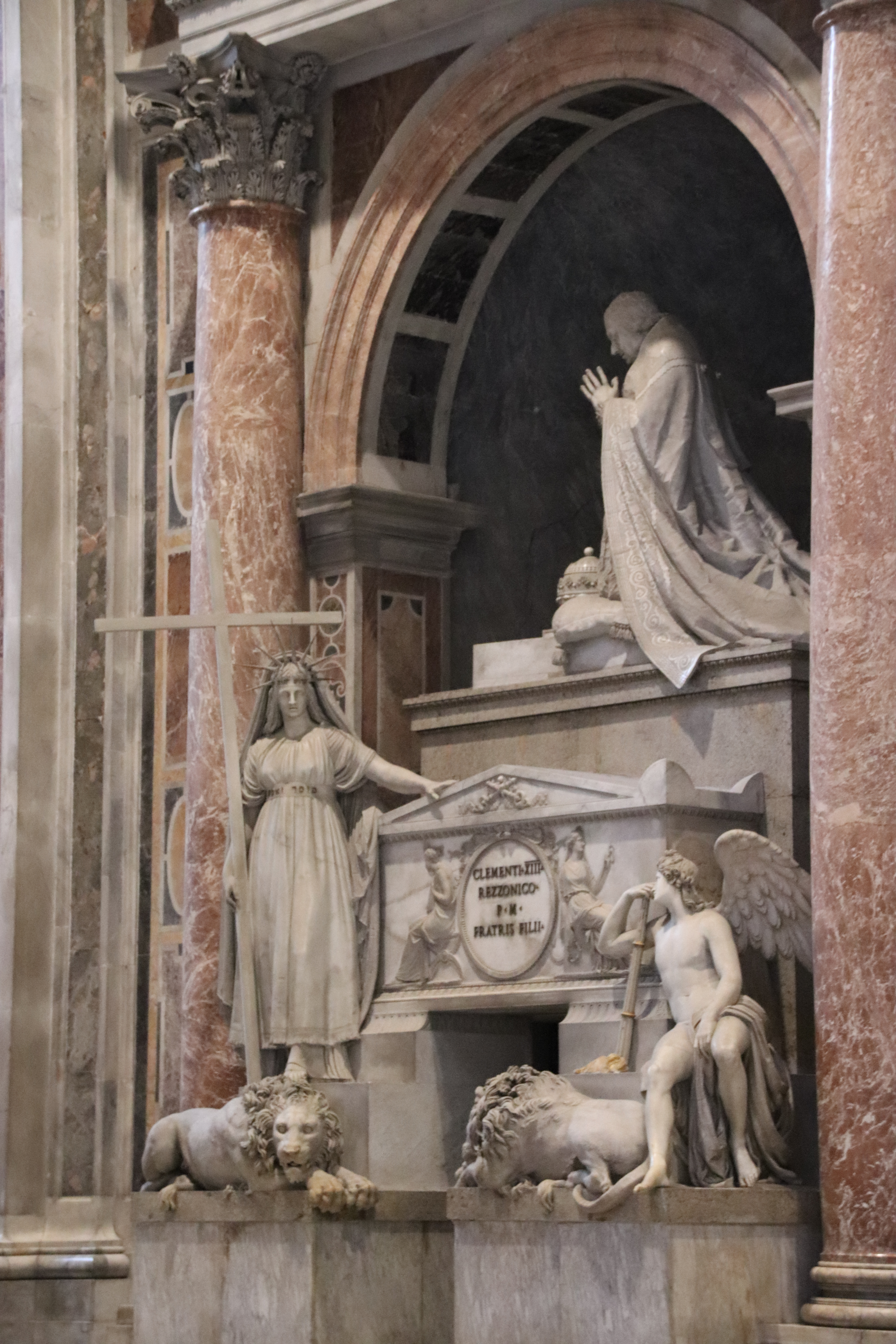
Monumento funerario di papa Clemente XIII.

- Nel 1759 Clemente XIII concluse i lavori di Palazzo Madama ampliando la piazza antistante[15];
- La sera del 22 maggio 1762 il pontefice inaugurò definitivamente la monumentale Fontana di Trevi;
- Nel 1763 ricavò dei magazzini oleari nei sotterranei dei granai dell'annona pontificia alle Terme di Diocleziano, realizzati nel 1575 da Gregorio XIII;
- Nel 1761 fece ampliare il porto di Civitavecchia con nuovi magazzini e con la banchina "Calata maggiore". Nel 1764 fece ingrandire la città;
- Nel 1769 fece restaurare il Collegio Greco di Sant'Atanasio (fondato da Gregorio XIII)[15].

### Clemente XIII e la cultura
- Nel 1761 il pontefice approvò la nascita del «Museo Profano», raccolta di manufatti di arte romana di soggetto non religioso.  Allestita in una stanza della Galleria Clementina, la collezione fu inaugurata nel 1767[16]. Nel 1765 acquistò le statue romane di due centauri, i cosiddetti Centauri Furietti, e il mosaico con le colombe, scoperti a Villa Adriana a Tivoli, per collocarli nel Museo Capitolino.
- Mostrò un particolare interesse verso la Biblioteca Vaticana e patrocinò Giovan Battista Piranesi[14].
- Il pontefice ordinò di coprire, sia in statue sia in dipinti, le parti intime dei soggetti raffigurati in Vaticano. Furono quindi evirate le statue e furono coperte da pittura le parti intime negli affreschi della Cappella Sistina[17][18]. Il provvedimento suscitò critiche vivaci da parte del grande archeologo e prefetto pontificio per le antichità, il tedesco Johann Joachim Winckelmann[19]; fu anche commentato in maniera umoristica dal poeta Giorgio Baffo, conterraneo del pontefice, in un sonetto.

## Morte e sepoltura
Clemente XIII morì il 2 febbraio 1769 a Roma: partecipò alla solennità per celebrare la festa della Purificazione di Maria, e si diceva che vi avesse partecipato con molto fervore, il che indicherebbe una buona salute. Dopo pranzo, ebbe una serie di udienze, anche se non lasciò il palazzo a causa del clima eccezionalmente freddo che aveva rovinato quella settimana. In seguito ricevette il nipote in udienza e poi incontrò il cardinale segretario di Stato prima di cenare con il nipote Abbondio Rezzonico, senatore di Roma. Tuttavia, mentre il papa si stava preparando per andare a letto dopo aver recitato le preghiere serali con il suo aiutante che gli sfilava le calze, crollò improvvisamente sul letto, esclamando: "Oh Dio, oh Dio, che dolore!". Il medico, chiamato immediatamente, tentò invano il salasso, e Clemente XIII morì rapidamente con il sangue che gli gorgogliava in bocca intorno alle 17:15. Si ritiene generalmente che il papa abbia avuto un aneurisma di un vaso sanguigno vicino al cuore.
È sepolto in San Pietro.

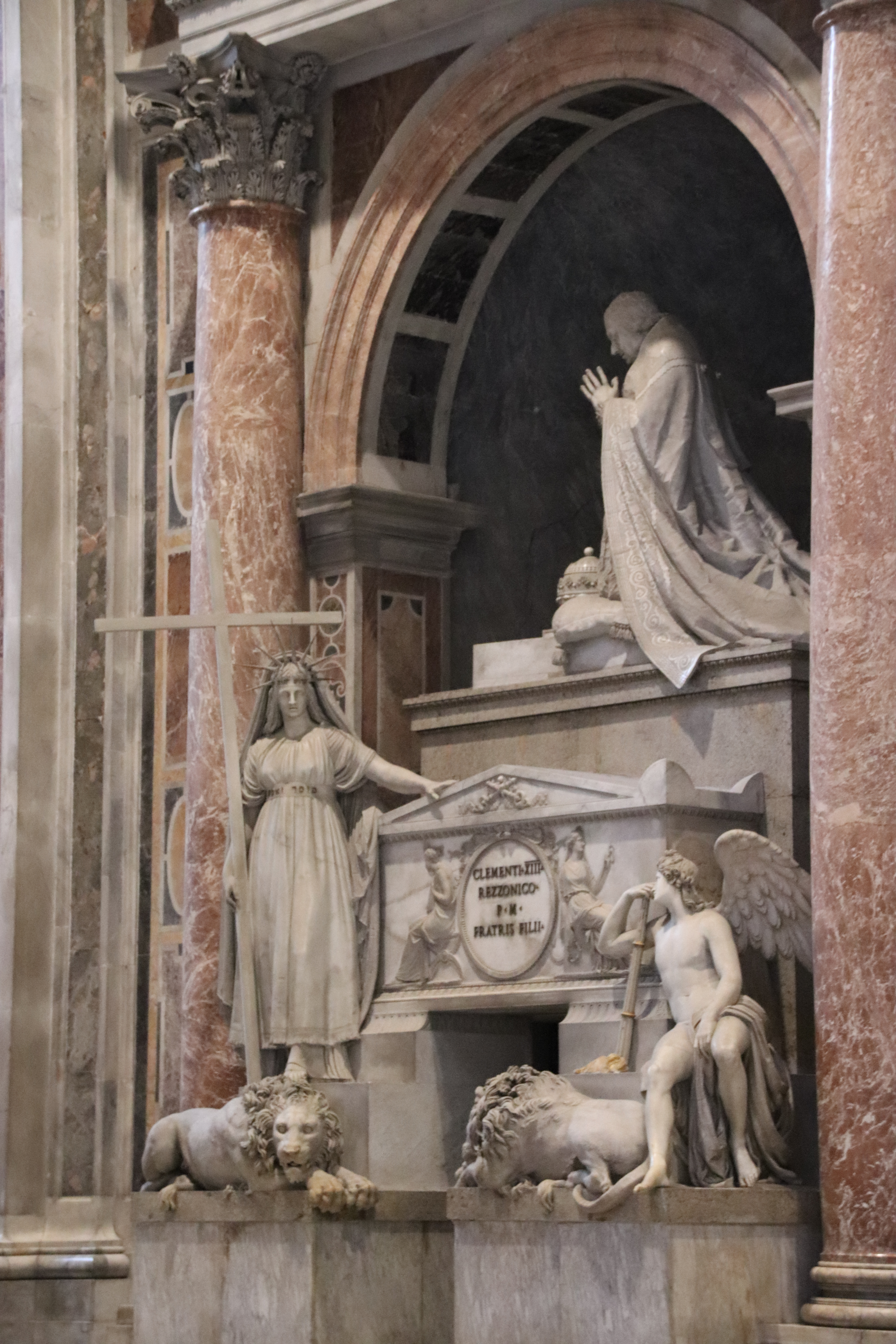
Tomba di Clemente XIII in San Pietro

Il suo monumento funebre fu commissionato dalla famiglia e realizzato da Antonio Canova. Il papa è raffigurato inginocchiato in preghiera, tra la statua della Religione e un genio funebre. In basso due splendidi leoni affrontati. 
Contestualmente i fratelli Rezzonico fecero innalzare anche una statua del papa nel 1786 in Prato della Valle, a Padova.

## Diocesi create da Clemente XIII

### Nuove diocesi
- 27 giugno 1762:
  - Vicariato apostolico di Aleppo (per i fedeli di rito latino in Siria)

### Restaurazioni
- 18 maggio 1763:
  - Diocesi di Iglesias (già esistente dal IV-V secolo, poi unita a quella di Cagliari nel 1514)

### Prefetture apostoliche
- 1763
  - Senegal (il territorio fu ricavato dalla diocesi portoghese di Funchal)
- 1763
  - Isole di Saint-Pierre e Miquelon (il territorio fu ricavato dalla diocesi di Québec)

## Concistori per la creazione di nuovi cardinali
Papa Clemente XIII durante il suo pontificato ha creato 52 cardinali nel corso di 7 distinti concistori.
Nel primo anno di pontificato nominò cardinale suo nipote Carlo Rezzonico.

## Encicliche del pontificato
Papa Clemente XIII, durante il suo pontificato, ha scritto 6 encicliche.

## Genealogia episcopale e successione apostolica
La genealogia episcopale è:
- Cardinale Scipione Rebiba
- Cardinale Giulio Antonio Santori
- Cardinale Girolamo Bernerio, O.P.
- Arcivescovo Galeazzo Sanvitale
- Cardinale Ludovico Ludovisi
- Cardinale Luigi Caetani
- Cardinale Ulderico Carpegna
- Cardinale Paluzzo Paluzzi Altieri degli Albertoni
- Papa Benedetto XIII
- Papa Benedetto XIV
- Papa Clemente XIII

La successione apostolica è:
- Arcivescovo Domenico Monti (1750)
- Vescovo Pellegrino Ferri (1750)
- Vescovo Gian Alberto De Grandi, C.R.L. (1750)
- Vescovo Antoni Kryezezi ab Alexio, O.F.M. (1750)
- Vescovo Giovanni Maria Castelvetri (1750)
- Vescovo Marco Antonio Lombardi (1751)
- Vescovo Jean-Baptiste-Marie Champion de Cicé (1758)
- Cardinale Enrico Benedetto Stuart (1758)
- Vescovo Marco Giuseppe Cornaro (1759)
- Cardinale Antonio Maria Erba Odescalchi (1759)
- Cardinale Ludovico Valenti (1759)
- Patriarca Filippo Josiah Caucci (1760)
- Arcivescovo Giuseppe Locatelli (1760)
- Cardinale Francesco Carafa della Spina di Traetto (1760)
- Cardinale Pietro Colonna Pamphili (1760)
- Arcivescovo Cesare Alberico Lucini (1760)
- Cardinale Antonio Eugenio Visconti (1760)
- Cardinale Giovanni Francesco Albani (1760)
- Cardinale Giovanni Carlo Boschi (1760)
- Arcivescovo Giovanni Lercari (1760)
- Vescovo Benedetto Mattei (1760)
- Vescovo Gioacchino Maria Pontalti, O.Carm. (1762)
- Cardinale Marcantonio Colonna (1762)
- Vescovo Antonio Ripanti (1762)
- Vescovo Giannagostino Gradenigo, O.S.B. (1762)
- Cardinale Tommaso Maria Ghilini (1763)
- Arcivescovo Gianbattista Colombini, O.F.M.Conv. (1764)
- Cardinale Urbano Paracciani Rutili (1764)
- Cardinale Luigi Valenti Gonzaga (1764)
- Vescovo Giovanni de Vita (1764)
- Vescovo Giambattista Muggiasca (1764)
- Cardinale Guido Calcagnini (1765)
- Cardinale Filippo Maria Pirelli (1765)
- Vescovo Salvatore Andreani, B. (1765)
- Arcivescovo Giovanni Girolamo Gradenigo, C.R. (1766)
- Vescovo Arnaldo Speroni degli Alvarotti, O.S.B. (1766)
- Vescovo Alessandro Pisani (1766)
- Arcivescovo Ignazio Reali (1766)
- Arcivescovo Michael Angelus Giacomelli (1766)
- Cardinale Giovanni Battista Caprara Montecuccoli (1766)
- Cardinale Giovanni Archinto (1766)
- Cardinale Angelo Maria Durini (1766)
- Cardinale Francesco Saverio de Zelada (1766)
- Vescovo Olivier-Simon Le Bon, M.E.P. (1766)
- Cardinale Bernardino Giraud (1767)
- Vescovo Giovanni Nani (1767)
- Arcivescovo Orazio Mattei (1767)
- Arcivescovo Giuseppe Maria Contesini (1768)

## Ascendenza
|                                                     |                   |                      | Genitori |  |  | Nonni |  |  | Bisnonni                                    |  |  | Trisnonni                            |  |
|                                                     |                   |                      |          |  |  |       |  |  | Francesco Abbondio Della Torre di Rezzonico |  |  | Quintiliano Della Torre di Rezzonico |  |
|                                                     |                   |                      |          |  |  |       |  |  | Francesco Abbondio Della Torre di Rezzonico |  |  | Quintiliano Della Torre di Rezzonico |  |
|                                                     |                   | Daria Bossi          |          |  |  |       |  |  | Francesco Abbondio Della Torre di Rezzonico |  |  |                                      |  |
| Carlo Della Torre di Rezzonico                      |                   |                      |          |  |  |       |  |  | Francesco Abbondio Della Torre di Rezzonico |  |  |                                      |  |
|                                                     |                   | Elisabetta Peregrini | …        |  |  |       |  |  |                                             |  |  |                                      |  |
|                                                     |                   | Elisabetta Peregrini | …        |  |  |       |  |  |                                             |  |  |                                      |  |
|                                                     |                   | Elisabetta Peregrini | …        |  |  |       |  |  |                                             |  |  |                                      |  |
| Giovanni Battista della Torre di Rezzonico          |                   | Elisabetta Peregrini |          |  |  |       |  |  |                                             |  |  |                                      |  |
|                                                     |                   | …                    | …        |  |  |       |  |  |                                             |  |  |                                      |  |
|                                                     |                   | …                    | …        |  |  |       |  |  |                                             |  |  |                                      |  |
|                                                     |                   | …                    | …        |  |  |       |  |  |                                             |  |  |                                      |  |
| Maria Nascia                                        |                   | …                    |          |  |  |       |  |  |                                             |  |  |                                      |  |
|                                                     |                   | …                    | …        |  |  |       |  |  |                                             |  |  |                                      |  |
|                                                     |                   | …                    | …        |  |  |       |  |  |                                             |  |  |                                      |  |
|                                                     |                   | …                    | …        |  |  |       |  |  |                                             |  |  |                                      |  |
| Papa Clemente XIII (Carlo della Torre di Rezzonico) |                   | …                    |          |  |  |       |  |  |                                             |  |  |                                      |  |
|                                                     | Antonio Barbarigo | …                    |          |  |  |       |  |  |                                             |  |  |                                      |  |
|                                                     | Antonio Barbarigo | …                    |          |  |  |       |  |  |                                             |  |  |                                      |  |
|                                                     | Antonio Barbarigo | …                    |          |  |  |       |  |  |                                             |  |  |                                      |  |
| Gerolamo Barbarigo                                  | Antonio Barbarigo |                      |          |  |  |       |  |  |                                             |  |  |                                      |  |
|                                                     |                   | Agnesia Faliero      | …        |  |  |       |  |  |                                             |  |  |                                      |  |
|                                                     |                   | Agnesia Faliero      | …        |  |  |       |  |  |                                             |  |  |                                      |  |
|                                                     |                   | Agnesia Faliero      | …        |  |  |       |  |  |                                             |  |  |                                      |  |
| Vittoria Barbarigo                                  |                   | Agnesia Faliero      |          |  |  |       |  |  |                                             |  |  |                                      |  |
|                                                     |                   | …                    | …        |  |  |       |  |  |                                             |  |  |                                      |  |
|                                                     |                   | …                    | …        |  |  |       |  |  |                                             |  |  |                                      |  |
|                                                     |                   | …                    | …        |  |  |       |  |  |                                             |  |  |                                      |  |
| Lucrezia Malipiero                                  |                   | …                    |          |  |  |       |  |  |                                             |  |  |                                      |  |
|                                                     |                   | …                    | …        |  |  |       |  |  |                                             |  |  |                                      |  |
|                                                     |                   | …                    | …        |  |  |       |  |  |                                             |  |  |                                      |  |
|                                                     |                   | …                    | …        |  |  |       |  |  |                                             |  |  |                                      |  |
|                                                     |                   | …                    |          |  |  |       |  |  |                                             |  |  |                                      |  |